# TT348
La tombe thébaine TT 348 est située  dans la vallée des Nobles à Cheikh Abd el-Gournah, dans la nécropole thébaine, sur la rive ouest du Nil, face à Louxor en Égypte.
Son propriétaire est Naâmoutnakht, gardien-chef du Ramesséum, portier de la maison de l'or d'Amon.